# Capitoles des États-Unis
Pour les articles homonymes, voir Capitole (homonymie).
Ne pas confondre avec le Capitole des États-Unis qui héberge le Congrès des États-Unis à Washington.
Ne pas confondre les « capitoles » avec les « capitales » des États où se trouvent ces bâtiments.
Aux États-Unis, on appelle Capitole le principal bâtiment officiel de chaque État, situé dans sa capitale, et abritant la législature de cet État ainsi que les bureaux du gouverneur.

## Fonctions
Dans chaque État, le Capitole abrite généralement la législature et les bureaux du gouverneur de son État mais cela est variable. En Arizona, le Capitole est aujourd'hui un musée et les bâtiments administratifs se trouvent dans les bâtiments alentour. Si les bureaux des gouverneurs de l'Alabama, de la Caroline du Nord et du Nevada se trouvent dans le Capitole, les législatures de ces États sont hébergées dans des bâtiments voisins. Seul le capitole de l'Arizona n’accueille pas les locaux du gouverneur même si dans le Delaware, l'Ohio, le Michigan, le Vermont et la Virginie, ces bureaux ne servent qu'à l'occasion de cérémonies.
La plupart des États (39 sur 50) ont un bâtiment appelé State Capitol. L'Indiana et l'Ohio sont les deux seuls États à employer le terme de Statehouse alors que huit autres utilisent State House : Caroline du Sud, Maine, Maryland, Massachusetts, New Hampshire, New Jersey, Rhode Island et Vermont. Le Delaware possède un Legislative Hall tandis que si l'Alabama a un State Capitol, sa législature se réunit depuis 1985 dans l'Alabama State House.
Dans neuf États, la Cour suprême d'État se réunit habituellement dans le Capitole : Dakota du Nord, Dakota du Sud, Indiana, Kentucky, Nebraska, Oklahoma, Pennsylvanie, Virginie-Occidentale et Wisconsin. Les 41 autres États ont des bâtiments séparés pour leurs cours suprêmes même si dans le Minnesota et l'Utah, la Cour se réunit dans le Capitole pour des cérémonies.
Les capitoles de onze États n'ont pas de dôme : Alaska, Dakota du Nord, Delaware, Hawaï, Louisiane, New York, Nouveau-Mexique, Ohio, Oregon, Tennessee et Virginie.

## Liste
| Photographie | État                 | Lieu                                              | Années de construction                                                      | Notes                                                                                               |
| ------------ | -------------------- | ------------------------------------------------- | --------------------------------------------------------------------------- | --------------------------------------------------------------------------------------------------- |
|              | Alabama              | Montgomery 32° 22′ 38,81″ N, 86° 18′ 03,39″ O     | 1850-1851 1885 (aile est) 1903-1906 (aile sud) 1911-1912 (aile nord)        | National Historic Landmark                                                                          |
|              | Alaska               | Juneau 58° 18′ 07,91″ N, 134° 24′ 37,68″ O        | 1929-1931                                                                   | |
|              | Arizona              | Phoenix 33° 26′ 53,15″ N, 112° 05′ 49,54″ O       | 1899-1900                                                                   | Registre national des lieux historiques                                                             |
|              | Arkansas             | Little Rock 34° 44′ 48,33″ N, 92° 17′ 19,54″ O    | 1899-1915                                                                   | Registre national des lieux historiques                                                             |
|              | Californie           | Sacramento 38° 34′ 35,66″ N, 121° 29′ 36,28″ O    | 1860-1874                                                                   | Registre national des lieux historiques                                                             |
|              | Caroline du Nord     | Raleigh 35° 46′ 49″ N, 78° 38′ 21″ O              | 1840                                                                        | National Historic Landmark                                                                          |
|              | Caroline du Sud      | Columbia 34° 00′ 01,56″ N, 81° 01′ 59,33″ O       | 1854-1865                                                                   | National Historic Landmark                                                                          |
|              | Colorado             | Denver 39° 44′ 20,74″ N, 104° 59′ 05,63″ O        | 1886-1907                                                                   | Registre national des lieux historiques Exactement 1 milles (1 609 m) au-dessus du niveau de la mer |
|              | Connecticut          | Hartford 41° 45′ 50,89″ N, 72° 40′ 58″ O          | 1872-1879                                                                   | National Historic Landmark                                                                          |
|              | Delaware             | Dover 39° 09′ 26,3″ N, 75° 31′ 11″ O              | 1933 1965-1970 (ailes nord et sud) 1994 (expansion des ailes transversales) | |
|              | Dakota du Nord       | Bismarck 46° 49′ 14,93″ N, 100° 46′ 57,87″ O      | 1920-1924 1931-1934 (tour et ailes)                                         | |
|              | Dakota du Sud        | Pierre 44° 22′ 01,8″ N, 100° 20′ 46,87″ O         | 1905-1911                                                                   | Registre national des lieux historiques                                                             |
|              | Floride              | Tallahassee 30° 26′ 17,2″ N, 84° 16′ 53,76″ O     | 1973-1977                                                                   | Capitole le plus récent                                                                             |
|              | Géorgie              | Atlanta 33° 44′ 57,38″ N, 84° 23′ 17,74″ O        | 1883-1889                                                                   | National Historic Landmark                                                                          |
|              | Hawaï                | Honolulu 21° 18′ 26,43″ N, 157° 51′ 26,16″ O      | 1960-1969                                                                   | |
|              | Idaho                | Boise 43° 37′ 03,71″ N, 116° 11′ 58,61″ O         | 1905-1913 1919-1920 (ailes) 2008-2010 (ailes souterraines)                  | Registre national des lieux historiques                                                             |
|              | Illinois             | Springfield 39° 47′ 54,66″ N, 89° 39′ 17,6″ O     | 1884-1887                                                                   | Registre national des lieux historiques                                                             |
|              | Indiana              | Indianapolis 39° 46′ 07″ N, 86° 09′ 45″ O         | 1877-1888                                                                   | Registre national des lieux historiques                                                             |
|              | Iowa                 | Des Moines 41° 35′ 28,24″ N, 93° 36′ 13,93″ O     | 1871-1886                                                                   | Registre national des lieux historiques                                                             |
|              | Kansas               | Topeka 39° 02′ 52,83″ N, 95° 40′ 41,36″ O         | 1866-1873 (aile est) 1879-1881 (aile ouest) 1884-1906 (centre)              | Registre national des lieux historiques                                                             |
|              | Kentucky             | Frankfort 38° 11′ 12,4″ N, 84° 52′ 31,2″ O        | 1905-1910                                                                   | Registre national des lieux historiques                                                             |
|              | Louisiane            | Bâton-Rouge 30° 27′ 25,46″ N, 91° 11′ 14,66″ O    | 1930-1932                                                                   | National Historic Landmark Plus haut Capitole (140 m)                                               |
|              | Maine                | Augusta 44° 18′ 26,05″ N, 69° 46′ 54,04″ O        | 1828-1832 1889-1891 (ailes) 1909-1911 (ailes)                               | Registre national des lieux historiques                                                             |
|              | Maryland             | Annapolis 38° 58′ 43″ N, 76° 29′ 28″ O            | 1772-1779                                                                   | National Historic Landmark Plus ancien Capitole en activité                                         |
|              | Massachusetts        | Boston 42° 21′ 27,75″ N, 71° 03′ 48,83″ O         | 1795-1798                                                                   | National Historic Landmark Quatrième plus ancien Capitole en activité                               |
|              | Michigan             | Lansing 42° 44′ 01,42″ N, 84° 33′ 20,12″ O        | 1871-1878                                                                   | National Historic Landmark                                                                          |
|              | Minnesota            | Saint Paul 44° 57′ 18,53″ N, 93° 06′ 08,05″ O     | 1893-1905                                                                   | Registre national des lieux historiques                                                             |
|              | Mississippi          | Jackson 32° 18′ 14″ N, 90° 10′ 56″ O              | 1901-1903                                                                   | Registre national des lieux historiques                                                             |
|              | Missouri             | Jefferson City 38° 34′ 44,83″ N, 92° 10′ 22,77″ O | 1911-1917                                                                   | Registre national des lieux historiques                                                             |
|              | Montana              | Helena 46° 35′ 08,52″ N, 112° 01′ 06,24″ O        | 1896-1902 1909-1912 (ailes)                                                 | Registre national des lieux historiques                                                             |
|              | Nebraska             | Lincoln 40° 48′ 29,12″ N, 96° 41′ 58,51″ O        | 1919-1932                                                                   | National Historic Landmark Second plus haut Capitole (120 m)                                        |
|              | Nevada               | Carson City 39° 09′ 50,67″ N, 119° 45′ 58,65″ O   | 1869-1871                                                                   | Registre national des lieux historiques                                                             |
|              | New Hampshire        | Concord 43° 12′ 24,29″ N, 71° 32′ 17,26″ O        | 1815-1818                                                                   | |
|              | New Jersey           | Trenton 40° 13′ 13,57″ N, 74° 46′ 11,65″ O        | 1792                                                                        | Second plus ancien capitole en activité                                                             |
|              | New York             | Albany 42° 39′ 09,19″ N, 73° 45′ 26,36″ O         | 1867-1899                                                                   | National Historic Landmark                                                                          |
|              | Nouveau-Mexique      | Santa Fe 35° 40′ 56,21″ N, 105° 56′ 22,77″ O      | 1964-1966                                                                   | Seul Capitole de forme circulaire Capitole le plus élevé (2 134 m)                                  |
|              | Ohio                 | Columbus 39° 57′ 41″ N, 82° 59′ 56″ O             | 1837-1861                                                                   | National Historic Landmark                                                                          |
|              | Oklahoma             | Oklahoma City 35° 29′ 32,21″ N, 97° 30′ 12,14″ O  | 1914-1917 2000-2002 (dôme)                                                  | Registre national des lieux historiques                                                             |
|              | Oregon               | Salem 44° 56′ 19,43″ N, 123° 01′ 48,35″ O         | 1935 1977 (ailes)                                                           | Registre national des lieux historiques                                                             |
|              | Pennsylvanie         | Harrisburg 40° 15′ 54″ N, 76° 52′ 54″ O           | 1904-1906                                                                   | National Historic Landmark                                                                          |
|              | Rhode Island         | Providence 41° 49′ 51″ N, 71° 24′ 54″ O           | 1895-1904                                                                   | Registre national des lieux historiques                                                             |
|              | Tennessee            | Nashville 36° 09′ 57″ N, 86° 47′ 03″ O            | 1845-1854                                                                   | National Historic Landmark                                                                          |
|              | Texas                | Austin 30° 16′ 29″ N, 97° 44′ 26″ O               | 1881-1888 1993 (extension souterraine)                                      | National Historic Landmark Plus vaste Capitole (33 000 m2)                                          |
|              | Utah                 | Salt Lake City 40° 46′ 38″ N, 111° 53′ 17″ O      | 1912-1916 2004-2008 (restauration et rénovation)                            | Registre national des lieux historiques                                                             |
|              | Vermont              | Montpelier 44° 15′ 44″ N, 72° 34′ 51″ O           | 1834-1836                                                                   | National Historic Landmark                                                                          |
|              | Virginie             | Richmond 37° 32′ 19,53″ N, 77° 26′ 00,94″ O       | 1785-1790 1904-1906 (ailes)                                                 | National Historic Landmark Troisième plus ancien Capitole en activité                               |
|              | Virginie-Occidentale | Charleston 38° 20′ 12″ N, 81° 36′ 43″ O           | 1924-1932                                                                   | Registre national des lieux historiques                                                             |
|              | Washington           | Olympia 47° 02′ 07″ N, 122° 54′ 23″ O             | 1919-1928 (bâtiment législatif)                                             | Registre national des lieux historiques                                                             |
|              | Wisconsin            | Madison 43° 04′ 28″ N, 89° 23′ 05″ O              | 1906-1917 1988-2002 (restauration et rénovation)                            | National Historic Landmark                                                                          |
|              | Wyoming              | Cheyenne 41° 08′ 25″ N, 104° 49′ 11″ O            | 1886-1890 1915-1917 (Chambre du Sénat et des Représentants)                 | National Historic Landmark                                                                          |